# Ráy Việt Nam
Ráy Việt Nam (danh pháp hai phần: Alocasia vietnamensis) là một loài ráy đặc hữu của Việt Nam, được các nhà khoa học thuộc Viện Sinh thái và Tài nguyên sinh vật kết hợp với Vườn Thực vật Hoàng gia Kew, Vương quốc Anh, phát hiện năm 2008 tại Vườn Quốc gia Bà Nà – Núi Chúa (Đà Nẵng) và được xác định loài mới, công bó trên tạp chí Willdenowia số 43 tháng 12 năm 2013

## Mô tả
Ráy Việt Nam Alocasia vietnamensis có một số đặc điểm phân biệt với các loài khác trong chi Ráy Alocasia: thân rễ và cuống bông mo chỉ dài bằng ¼ cuống lá, mo màu trắng ngà.

## Phân bố
Loài mới này được ghi nhận tím thấy tại các tỉnh Bình Thuận, Lâm Đồng, Đà Nẵng, Quảng Trị và phần của tỉnh Peunongs, Campuchia, tại các vùng khe đất cạnh sa thạch có đọ cao khoảng 400 mét so với mực nước biển